# Тройняшки Моби
Си́львия Андже́лла Мо́би (англ. Sylvia Angella Mawby; 20 августа 1921, Лондон, Англия, Великобритания — 15 декабря 2000, Суссекс, Англия, Великобритания), Клоде́тт Мо́би (англ. Claudette Mawby; 10 августа 1922, Йоркшир, Англия, Великобритания — 29 августа 1922, Брайтон, Восточный Суссекс, Англия, Великобритания) и Клоди́н Э́лла Мо́би (англ. Claudine Ella Mawby; 10 августа 1922, Йоркшир, Англия, Великобритания — 13 сентября 2012, Пул, Дорсет, Англия, Великобритания) — американские сёстры-актрисы.

## Биография и карьера

Сёстры Моби

Сильвия Анджелла Моби родилась 20 августа 1921 года в Лондоне, Англия, Великобритания, а 11 месяцев спустя, 10 августа 1922 года, в Йоркшире родились её сёстры-близнецы — Клодетт Моби и Клодин Элла Моби родились 11 месяцев спустя — 10 августа 1922 года также в Англии.
Сёстры Моби снимались в кино с 1928 по 1930 год под псевдонимом Тройняшки Моби, хотя таковыми и не являлись. Они наиболее известны участием в фильме «Бродвейская мелодия» (1929).
Одна из сестёр-близнецов, 20-летняя Клодетт, погибла 29 августа 1942 года, когда квартира, в которую она переехала тремя днями ранее в районе Марин-Гейт в Брайтоне, была уничтожена в результате бомбардировки во время немецкого авианалёта на город.
Старшая сестра Моби, Анджелла, умерла 15 декабря 2000 года в Суссексе на 80-м году жизни.
Вторая из сестёр-близнецов, Клодин, в 1941 году вышла замуж за пилота Уильяма Уокера, участвовавшего в Битве за Британию. От Уокера у Моби было семеро детей, включая бывшего театрального критика и автора дневников The Daily Telegraph Тима Уокера, двое из которых умерли раньше неё. Она была последней выжившей из сестёр и умерла 13 сентября 2012 года в Суссексе на 91-м году жизни. На момент смерти она жила отдельно от мужа, который скончался месяцем позднее на 100-м году жизни.

## Избранная фильмография
| Год  |   | Русское название    | Оригинальное название | Роль           |
| ---- | - | ------------------- | --------------------- | -------------- |
| 1929 | ф | Бродвейская мелодия | The Broadway Melody   | тройняшки Моби |